# Kari Aalvik Grimsbø
Kari Aalvik Grimsbø (Bergen, 4 de enero de 1985) es una exjugadora de balonmano noruega que jugaba de portera. Fue 173 veces internacional con  la Selección femenina de balonmano de Noruega.

## Clubes
- Orkdal IL
- Børsa/Skaun
- Byåsen IL (2003-2010)
- Team Esbjerg (2010-2014)
- Györi ETO (2014-2020)